# Фиорино, Иеремия-Давид-Александр
Иеремия Давид Александр Фиорино (нем. Wilhelm Stieda; 1797, Кассель — 1847, Дрезден) — немецкий художник-миниатюрист.

## Биография
Родился 3 мая 1797 года в Касселе.
Благодаря эмансипации евреев, вызванной Французской революцией, смог получить образование в Кассельской художественной академии, где в 1816 году получил медаль за рисунок сепией. В 1818 году продолжил учебу в Дрезденской академии художеств и в 1821 году получил стипендию от гессенского курфюрста Вильгельма I для пребывания в Риме.
Специализировался на рисовании миниатюр на фарфоре и слоновой кости. Был назначен в Дрездене придворным живописцем и получил титул профессора.
С 1831 года называл себя Фридрих Александр Фиорино. В 1839 году он был одним из одиннадцати евреев, состоявших в Дрезденском художественном объединении.
Умер 22 июня 1847 года в Дрездене. Его могила находится на Старом еврейском кладбище в Дрездене.
В Дрезденской галерее сохранились некоторые миниатюры Фиорино, в большинстве случаев медальоны и портреты саксонских герцогов и королей. также его произведения имеются в Городском музее Касселя.